# Апеляційний суд Полтавської області

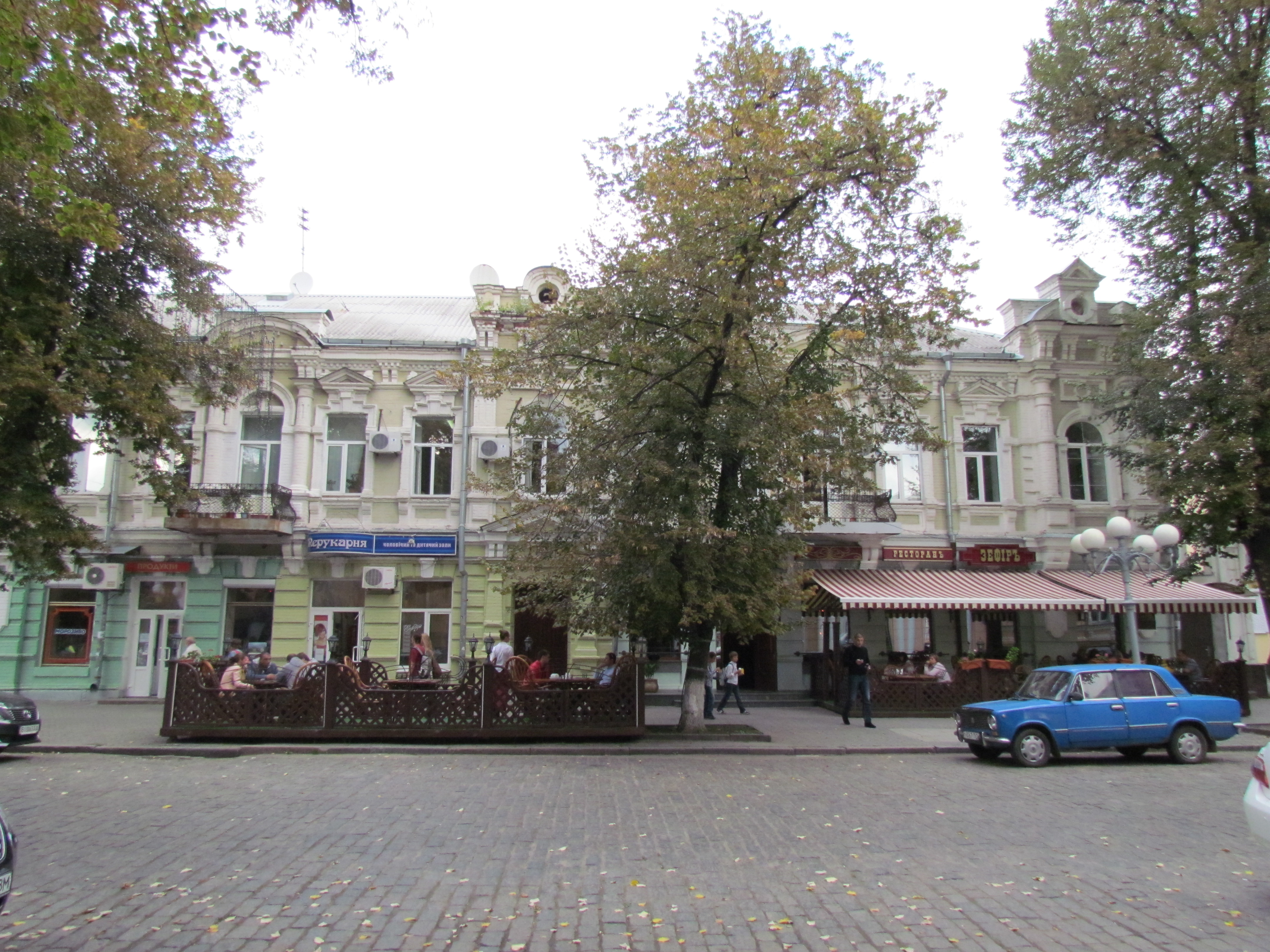
Будівля на Соборності, 24

Апеляційний суд Полтавської області — колишній загальний суд апеляційної (другої) інстанції, розташований у місті Полтаві, юрисдикція якого поширювалася на Полтавську область.
Суд здійснював правосуддя до початку роботи Полтавського апеляційного суду, що відбулося 5 жовтня 2018 року.

## Керівництво
Голова суду — Гальонкін Сергій Анатолійович
 Заступник голови суду —
 Керівник апарату — Мокарєва Наталія Михайлівна.

## Показники діяльності у 2015 році
У 2015 році перебувало на розгляді 9869 справ і матеріалів (у тому числі 400 нерозглянутих на початок періоду). Розглянуто 8826 справ і матеріалів.
Кількість скасованих судових рішень — 268 (3.03 %).
Середня кількість розглянутих справ на одного суддю — 180.